# Релапсирајући полихондритис
Релапсирајући полихондритис (РП) је редак, епизодичан, инфламаторни и деструктивни поремећај који првенствено укључује хрскавицу уха и носа, али такође потенцијално утиче на очи, трахеобронхијално стабло, срчане залиске, бубреге, зглобове, кожу и крвне судове. Дијагноза се поставља комбинацијом клиничких, лабораторијских, сликовних и ретко налаза биопсије. Напади акутног запаљења лече севнедељама до месецима, са рецидивима током неколико година. Лечење обично захтева примену преднизона и других имуносупресива.

## Историја
Релапсирајући полихондритис први је описао Jaksch-Wartenhorst 1923. године под називом „полихондропатија“.  Потом су 1960. године Пирсон и сарадници. предложио назив „ релапсирајући полихондритис “ да би истакли  епизодично и понављајућу природу болести. Године McAdam и сарадници 1976. године. предложили су прве дијагностичке критеријуме за РП, који су касније проширене од стране Michet-а и сарадника.

## Епидемиологија
Ин циденција релапсирајућег полихондритиса је мања него што се раније процењивало, и износи око 0,71 на милион становника годишње.
Врхунац почетка болести је од 40 до 50 година, али може се појавити у било ком узрасту.
Сматра се да су мушкарци и жене подједнако погођени, док код већине аутоимуних болести постоји превласт жена. 
Болест је углавном пријављена код белаца, иако се може јавити код свих раса. 

## Етиологија
Повезаност РП са реуматоидним артритисом, системским васкулитисом, системским еритематозним лупусом (СЛЕ) и другим поремећајима везивног ткива указује на аутоимуну етиологију.

## Патофизиологија
Иако је етиологија ове ретке болести непозната, патогенеза је аутоимуна. Докази за аутоимуну етиологију укључују патолошке налазе инфилтрирања Т ћелија, присуство комплекса антиген-антитело у захваћеној хрскавици, ћелијске и хуморалне одговоре против колагена типа II и других колагенских антигена, као и запажање да имуносупресивни режими најчешће сузбијају болест.

### Хуморални одговор
Специфичност аутоимуне повреде хрскавичног ткива навела је истраживаче да тестирају хипотезу да је аутоантитело специфично за хрскавицу централно у патогенези релапсирајућег полихондритиса. Различите студије откривају да су циркулишућа антитела на колаген типа II, IX, и XI  специфична за хрскавицу присутна код 30%до 70% пацијената са релапсирајућим полихондритисом. Истраживачи су открили да су антитела на колаген типа II присутна током епизода акутног релапсирајућег полихондритиса и да су нивои у корелацији са озбиљношћу епизоде.
Лечење преднизоном је повезано са смањењем титра антитела. Верује се да антитела на колаген типове I, II и III настају као последица разарања хрскавице; предложено је да се антитела формирају као примарни догађај у релапсирајућем полихондритису. Међутим, антитела против колагена типа ИИ нису специфична за релапсирајући полихондритис; они су идентификовани код других артритиса као што је реуматоидни артритис (РА). Специфичност епитопа антитела код релапсирајућег полихондритиса разликује се од оних код РА, што указује на различите механизме формирања и патофизиолошке улоге.
Описана су аутоантитела на мање колагене специфичне за хрскавицу (типови IX и XI). Већа је вероватноћа да ће се наћи у вези са антителима на колаген типа II код пацијената са релапсирајућим полихондритисом. Штавише, нивои антитела на матрилин 1, протеин екстрацелуларног матрикса који се претежно експримује у трахеалној хрскавици, били су значајно виши код пацијената са релапсирајућим полихондритисом, посебно код оних са респираторним симптомима, него код пацијената са Вегенеровом грануломатозом , системским еритематозним лупусом или РА и здраве контроле.
Већина пацијената са релапсирајућим полихондритисом имала је високе титре антитела против феталне хрскавице током ране акутне фазе. Антитела против феталне хрскавице пронађена су код 6 од 9 пацијената и само 4 (1,5%) од 260 пацијената са РА, искључиво у дуготрајној болести. Извештај о релапсирајућем полихондритису код новорођенчета мајке са релапсирајућим полихондритисом сугерише да су антитела која пролазе кроз плаценту неопходна и довољна да изазову цео клинички синдром.
Користећи протеомски надзор за идентификацију свеприсутних ћелијских протеина код пацијената са релапсирајућим полихондритисом, истраживачи су идентификовали 5 протеина који могу бити аутоантигени. Ово укључује:
- тубулин-алфа убикуитоус/6, који су, као породица, главне компоненте у микротубулама;

- виментин, протеин средњег филамента;

- алфа-енолаза;

- калретикулин, Са 2+ –везујући пратилац неопходан за развој срца.

Сви осим тубулина-алфа су описани као аутоантигени у другим аутоимуним болестима (нпр. РА, мешана болест везивног ткива , Бехчетова болест ). Иако су пријављена аутоантитела на тубулин-алфа у другим аутоимуним стањима, антитела имуноглобулина Г (ИгГ) на тубулин-алфа ланце ретко се пријављују и могу имати дијагностичку вредност код особа са релапсирајућим полихондритисом.

### Ћелијски одговор
Иако је инфламаторни инфилтрат лимфоцита и неутрофила доминантна хистопатолошка карактеристика релапсирајућег полихондритиса, мало пажње је посвећено могућој улози ћелијског имуног одговора у овом стању. Повезаност релапсирајућег полихондритиса са ХЛА-ДР4 такође указује на аутоимуну патогенезу. Утврђено је да особе са ХЛА-ДР4 имају релативни ризик од 2 за развој релапсирајућег полихондритиса. Студије сугеришу улогу генетских фактора у одређивању ризика за развој релапсирајућег полихондритиса.
Елегантан двоструки трансгени модел миша пружа додатне доказе да су ХЛА асоцијације важне у развоју релапсирајућег полихондритиса. Модел је показао да може бити потребно више од једног молекула ХЛА класе ИИ за изражавање осетљивости. Модел сугерише важну улогу имуних одговора посредованих ћелијама и обезбеђује средство за стицање детаљног разумевања његове патогенезе.
Т ћелије природне убице (НКТ), лимфоцити одвојени од других Т, Б и природних ћелија убица, долазе у две варијанте: ЦД4 + и ЦД4 - /ЦД8 - . Ћелије које представљају антиген представљају антиген НКТ ћелијама преко главног комплекса хистокомпатибилности – сличног молекулу ЦД1д. НКТ ћелије имају смањен број и функцију код неколико других аутоимуних болести, укључујући мултиплу склерозу , РА, системски еритематозни лупус, системску склерозу и дијабетес мелитус типа 1.
Истраживачи су квантификовали ЦД4 - /ЦД8 - и ЦД4 + В-алфа+ В-бета11+ НКТ ћелије и открили да су смањени код пацијената са активним или мирним релапсирајућим полихондритисом у поређењу са здравим контролама. Анализа секретованог профила цитокина и везивања ЦД1д напуњених алфа-галактозилцерамидом за НКТ ћелије сугерише да ЦД4 + НКТ ћелије играју важну улогу у реаговању Т1-помоћника код пацијената са релапсирајућим полихондритисом.
Нивои 17 цитокина у серуму код 22 пацијента са релапсирајућим полихондритисом који су доживели клинички напад су упоређени са онима у контролној групи исте старости. Утврђено је да су три цитокина, интерлеукин 8, инфламаторни протеин макрофага 1-алфа и хемоатрактантни протеин моноцита-1, значајно повишени код пацијената са релапсирајућим полихондритисом. Сва 3 хемокина су проинфламаторна и резултирају акумулацијом и активацијом неутрофила, еозинофила и моноцита/макрофага.
Поред тога, група истраживача је код једног пацијента пронашла Т ћелије усмерене против колагена типа ИИ. Идентификован је клон Т-ћелија и утврђено је да је специфичан за одређени регион пептида колагена типа II. Ово истраживање указује да одговор Т-ћелија на колаген типа ИИ може играти улогу.

## Клиничка слика
Акутни бол, еритем и оток најчешће утичу на хрскавицу ушију. Упала носне хрскавице је следећа најчешћа манифестација, а праћена артритисом који варира од артралгије до симетричног или асиметричног недеформишућег артритиса који укључује велике и мале зглобове, са склоношћу костохондралним зглобовима и коленима.
Следеће најчешће манифестације, у опадајућем редоследу учесталости, су:
- Око ( коњуктивитис, склеритис, иритис, кератитис, хориоретинитис)
- Хрскавично ткиво ларинкса, трахеје или бронхија (изазива промуклост, кашаљ и осетљивост на хрскавици ларинкса)
- Унутрашње ухо
- Кардиоваскуларни систем (нпр. аортна регургитација, митрална регургитација, перикардитис, миокардитис, анеуризме аорте, аортитис)
- Бубрег
- Кожа

Узнапредовала болест може довести до уништења потпорне хрскавице, узрокујући клонуле уши, седласти нос, пектус еккаватум и визуелне, слушне и вестибуларне абнормалности. Сужење трахеје може довести до диспнеје, упале плућа или чак до колапса трахеје. Могућ је коегзистирајући системски васкулитис (леукоцитокластични васкулитис или полиартеритис нодоса), мијелодиспластични синдром или рак.

## Дијагноза
Дијагноза релапсирајућег полихондритиса се поставља ако пацијент развије најмање 3 од следећих клиничких знакова и симптома:
- билатерални хондритис спољашњих ушију
- инфламаторни полиартритис
- носни хондритис
- запаљење ока
- хондритис респираторног тракта
- слушне или вестибуларне дисфункције

Биопсија
Биопсија захваћене хрскавице, најчешће пине, је од помоћи ако клиничка дијагноза није јасна, али је ретко потребна.
Старији мушки пацијенти са релапсирајућим полихондритисом који развијају макроцитну анемију и тромбоцитопенију могу имати ВЕКСАС (вакуоле, Е1 ензим, Х-везани, аутоинфламаторни, соматски) синдром, редак поремећај узрокован мутацијом гена УБА1 који кодира ензим-1-активатор ензим (Е1) укључен у интрацелуларно уништавање дефектних протеина. Дијагноза се потврђује биопсијом коштане сржи која показује вакуоле у ћелијама прекурсора крви.
Лабораторијски тестови
Лабораторијски тестови нису специфични, али се раде када је потребно да се искључе други поремећаји. 
Анализа синовијалне течности открива благе инфламаторне промене које су неспецифичне, али помажу да се искључи инфективни процес. 
Крвни тестови могу показати нормоцитно-нормохромну анемију, леукоцитозу, повишену брзину седиментације еритроцита  или нивое гама-глобулина, а повремено позитиван реуматоидни фактор, антинуклеарна антитела  или, код до 25% пацијената, антинеутоплазматична антитела). 
Абнормална функција бубрега може указивати на придружени гломерулонефритис. 
Позитиван ц-АНЦА тест (АНЦА који је реактиван углавном на протеиназу-3) може указивати на грануломатозу са полиангиитисом , који ретко може изазвати хондритис.
Плућни тестови
Горње и доње дисајне путеве треба проценити, укључујући комплетно спирометријско тестирање и ЦТ грудног коша, када се постави дијагноза.

## Терапија
Блага рекурентна болест уха може реаговати на нестероидне антиинфламаторне лекове у антиинфламаторним дозама или на орални дапсон (50 до 100 мг једном дневно). Међутим, већина пацијената се лечи оралним преднизоном од 30 до 60 мг једном дневно, уз смањење дозе чим дође до клиничког одговора. Неким пацијентима је потребна дуготрајна  употреба.лекова као што су  орални метотрексат од 15 до 20 мг једном недељно (што може смањити потребу за кортикостероидима).
У веома тешким случајевима могу бити потребни други имуносупресиви, као што су циклоспорин , циклофосфамид , лекови против фактора некрозе тумора (нпр. инфликсимаб , етанерцепт ) или азатиоприн . Ниједна од ових терапија није тестирана у контролисаним испитивањима нити се показало да смањује смртност. Ако сужење трахеје изазива стридор, можда ће бити потребна трахеостомија или стент.
Ако се користи комбинована имуносупресивна терапија , пацијентима треба дати профилаксу опортунистичких инфекција, као што је Пнеумоцистис јировеции, и вакцине против уобичајених инфекција (нпр. стрептококна пнеумонија , пнеумонија код ковида 19 ).
Ендотрахеална интубација може бити технички тешка због захватања и сужења трахеје; такође, интратрахеална манипулација може довести до по живот опасног постнастетичког погоршања изазивањем даље упале глотиса или субглотиса. Стога, ендотрахеалну интубацију треба избегавати кад год је то могуће (нпр. уместо локалне и регионалне анестезије). Када је ендотрахеална интубација неизбежна, потребно је припремити се за хитну крикотиротомију.
Екстензивнији трахеобронхијални колапс може захтевати реконструкцију трахеје. Болести ока понекад могу бити непоколебљиве за лечење, посебно када захватају склеру, и имају лошу прогнозу. Пацијенти на дуготрајној терапији кортикостероидима треба да добију профилаксу остеопорозе.

## Прогноза
Стопе морталитета су се смањиле са новијим терапијама. Преживљавање је око 94% након 8 година, при чему је смрт обично резултат колапса ларингеалних и трахеалних структура или кардиоваскуларних компликација као што су анеуризма великих крвних судова, инсуфицијенција срчаних залистака или системски васкулитис.
Пацијенти могу развити хематолошке неоплазме као што су мијелодиспластични синдром и мултипли мијелом.